# USS Stern (DE-187)
USS Stern (DE-187) là một tàu hộ tống khu trục lớp Cannon từng phục vụ cùng Hải quân Hoa Kỳ trong Chiến tranh Thế giới thứ hai. Nó là chiếc tàu chiến duy nhất của Hải quân Hoa Kỳ được đặt cái tên này, theo tên Thiếu úy Hải quân Charles M. Stern, Jr. (1915-1941), người từng phục vụ trên thiết giáp hạm Oklahoma (BB-37) và đã tử trận trong cuộc tấn công Trân Châu Cảng vào ngày 7 tháng 12, 1941. Nó đã phục vụ cho đến khi chiến tranh kết thúc, xuất biên chế năm 1946, rồi được chuyển cho Hải quân Hoàng gia Hà Lan năm 1951, và tiếp tục phục vụ như là chiếc HNLMS Van Zijll (F.811) cho đến năm 1967. Con tàu bị tháo dỡ sau đó. Stern được tặng thưởng ba Ngôi sao Chiến trận do thành tích phục vụ trong Thế Chiến II.

## Thiết kế và chế tạo
Lớp Cannon có thiết kế hầu như tương tự với lớp Buckley dẫn trước; khác biệt chủ yếu là ở hệ thống động lực Kiểu DET (diesel electric tandem). Các động cơ diesel đặt nối tiếp nhau dẫn động máy phát điện để cung cấp điện năng quay trục chân vịt cho con tàu. Động cơ diesel có ưu thế về hiệu suất sử dụng nhiên liệu, giúp cho lớp Cannon cải thiện được tầm xa hoạt động, nhưng đánh đổi lấy tốc độ chậm hơn.
Vũ khí trang bị bao gồm ba pháo 3 in (76 mm)/50 cal trên tháp pháo nòng đơn có thể đối hạm hoặc phòng không, một khẩu đội pháo phòng không Bofors 40 mm nòng đôi và tám pháo phòng không Oerlikon 20 mm. Vũ khí chống ngầm bao gồm một dàn súng cối chống tàu ngầm Hedgehog Mk. 10 (có 24 nòng và mang theo 144 quả đạn); hai đường ray Mk. 9 và tám máy phóng K3 Mk. 6 để thả mìn sâu. Con tàu vẫn giữ lại ba ống phóng ngư lôi Mark 15 21 inch (533 mm). Thủy thủ đoàn đầy đủ bao gồm 15 sĩ quan và 201 thủy thủ.
Stern được đặt lườn tại xưởng tàu của hãng Federal Shipbuilding and Drydock Company ở Newark, New Jersey vào ngày 12 tháng 8, 1943. Nó được hạ thủy vào ngày 31 tháng 10, 1943, được đỡ đầu bởi bà Joan M. Stern, và nhập biên chế cùng Hải quân Hoa Kỳ vào ngày 1 tháng 12, 1943 dưới quyền chỉ huy của Hạm trưởng, Trung tá Hải quân James R. Hinton Jr.

## Lịch sử hoạt động

### USSStern
Sau khi hoàn tất việc chạy thử máy huấn luyện tại khu vực Bermuda và sửa chữa sau chạy thử máy tại New York, Stern tiếp tục huấn luyện tại khu vực Casco Bay, Maine trước khi lên đường hộ tống một đoàn tàu vận tải vượt Đại Tây Dương đến Ireland và quay trở về New York. Nó lại khởi hành từ cảng này vào ngày 23 tháng 3, 1944, hộ tống một đoàn tàu vận tải hướng sang Bắc Phi, và đi đến Casablanca, Maroc vào ngày 2 tháng 4. Đến ngày 7 tháng 5, nó lên đường cho hành trình quay trở về Hoa Kỳ, về đến New York vào ngày 17 tháng 5. Con tàu tiếp tục thực hiện một chuyến hộ tống vận tải khứ hồi khác sang Ireland ngang qua Bermuda từ ngày 8 tháng 6 đến ngày 2 tháng 8, cùng một chuyến khác sang Bắc Phi đến Bizerte, Tunisia, kết thúc tại New York vào ngày 7 tháng 10.
Được điều động sang khu vực Mặt trận Thái Bình Dương, Stern khởi hành vào ngày 23 tháng 10, ghé qua San Diego, California vào ngày 10 tháng 11 trước khi đi đến Trân Châu Cảng vào ngày 23 tháng 11. Nó lại tiếp tục hành trình hướng sang phía Tây để đi đến vùng chiến sự, đi ngang qua quần đảo Marshall để đến Ulithi thuộc quần đảo Caroline vào ngày 12 tháng 12. Con tàu được phân về Đội đặc nhiệm 30.8, đội tiếp liệu trên biển phục vụ cho lực lượng thuộc Đệ Tam hạm đội, hoạt động cùng đơn vị này trong hai giai đoạn từ ngày 16 đến ngày 25 tháng 12 và từ ngày 29 tháng 12, 1944 đến ngày 28 tháng 1, 1945, hỗ trợ cho chiến dịch giải phóng Luzon, Philippines. Nó quay trờ về Ulithi vào ngày 8 tháng 2, rồi được điều sang hộ tống bảo vệ một lực lượng vận chuyển tấn công để chuẩn bị cho cuộc đổ bộ lên Iwo Jima. Lực lượng đi đến ngoài khơi hòn đảo vào sáng sớm ngày 19 tháng 2, và binh lính bắt đầu đổ bộ dưới hỏa lực chống trả đáng kể của đối phương. Con tàu đã ở lại ngoài khơi để tuần tra khu vực vận chuyển cho đến ngày 1 tháng 3.
Lên đường quay lại khu vực Philippines ngang qua Guam, Stern đến nơi vào ngày 8 tháng 3, và được phân công hộ tống cho Đội đặc nhiệm 51.1 nhằm chuẩn bị cho cuộc đổ bộ lên khu vực quần đảo Ryukyu. Nó lên đường vào ngày 21 tháng 3, hộ tống cho tàu vận tải đi đến Kerama Retto, Okinawa vào ngày 26 tháng 3, và tiếp tục tuần tra chống tàu ngầm tại khu vực vận chuyển ngoài khơi hòn đảo cho đến ngày 5 tháng 4, khi nó được lệnh hộ tống một đoàn tàu tiếp liệu quay trở lại Guam. Từ đây con tàu tiếp tục đi đến Leyte để hộ tống một đoàn tàu vận tải khác hướng đến Okinawa, đến nơi vào ngày 18 tháng 4, và tiếp tục hoạt động tại khu vực Ryukyu cho đến đầu tháng 7. Trong giai đoạn này vào các ngày 13 và 18 tháng 5, nó đã bắn rơi hai máy bay Kamikaze đối phương trong mỗi ngày này, rồi bắn rơi thêm một chiếc nữa vào ngày 27 tháng 5.
Vào ngày 1 tháng 7, Stern lên đường để quay trở về vùng bờ Tây Hoa Kỳ, đi ngang qua Ulithi và Trân Châu Cảng; nó về đến San Pedro, California vào ngày 25 tháng 7 và bắt đầu được đại tu. Đang trong quá trình sửa chữa, Nhật Bản chấp nhận đầu hàng vào ngày 15 tháng 8 giúp kết thúc cuộc xung đột. Sau khi công việc hoàn tất, nó khởi hành vào ngày 20 tháng 10 để đi sang vùng bờ Đông, băng ngang kênh đào Panama để đi đến Norfolk, Virginia, để chuẩn bị cho việc ngừng hoạt động. Được xem là dư thừa so với nhu cầu của hạm đội, một quyết định bán để tháo dỡ con tàu được đưa ra vào tháng 3, 1946; tuy nhiên việc này bị hủy bỏ, và con tàu được đưa về Hạm đội Dự bị Đại Tây Dương. Nó được cho xuất biên chế tại Green Cove Springs, Florida vào ngày 26 tháng 4, 1946.

### HNLMSVan Zijll(F.811)
Sau gần năm năm bị bỏ không trong thành phần dự bị, đến ngày 1 tháng 3, 1951, Stern cùng với năm tàu hộ tống khu trục khác được chuyển cho Hà Lan trong khuôn khổ Chương trình Viện trợ Quân sự. Tên nó được cho rút khỏi danh sách Đăng bạ Hải quân Hoa Kỳ vào ngày 7 tháng 3, 1951. Con tàu phục vụ cùng Hải quân Hoàng gia Hà Lan như là chiếc tàu frigate HNLMS Van Zijll (F.811), cho đến khi được hoàn trả cho Hải quân Hoa Kỳ vào ngày 15 tháng 12, 1967. Sang tháng 2, 1968, con tàu được bán cho hãng Simons Scheepssloperij N.V. tại Rotterdam để tháo dỡ.

## Phần thưởng
Stern được tặng thưởng ba Ngôi sao Chiến trận do thành tích phục vụ trong Thế Chiến II.
|             |  | Bronze star · Bronze star |
| Bronze star |  |                           |

| Dãi băng Hoạt động Tác chiến (truy tặng)                                     | Huân chương Chiến dịch Hoa Kỳ        | Huân chương Chiến dịch Châu Á-Thái Bình Dương với 2 Ngôi sao Chiến trận |
| Huân chương Chiến dịch Châu Âu-Châu Phi-Trung Đông với 1 Ngôi sao Chiến trận | Huân chương Chiến thắng Thế Chiến II | Huân chương Giải phóng Philippine (Philippine)                          |